# Andreas Kiefer

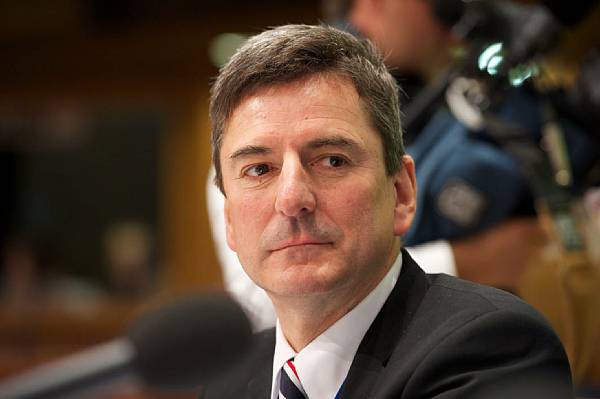
Andreas Kiefer (2013)

Andreas Kiefer (* 6. Oktober 1957 in Salzburg) ist ein österreichischer Politiker. Er war von 2010 bis 2022 Generalsekretär des Kongress der Gemeinden und Regionen des Europarates, einer europäischen Institution zur Förderung der kommunalen und regionalen Demokratie in den 47 Mitgliedstaaten des Europarates in Straßburg.

## Leben
Nach seiner Kindheit in Salzburg und Kuchl maturierte Kiefer am Bundesgymnasium Hallein und studierte Rechtswissenschaften an der Paris Lodron Universität Salzburg und Wirtschaftswissenschaften an der Johannes Kepler Universität Linz. 1984 schloss er das Rechtswissenschaftsstudium als Dr. jur. ab und beendete 2010 einen Post-Graduate Lehrgang "General Management mit Schwerpunkt Public Management". Seit 1978 ist er Mitglied der katholischen Studentenverbindung KÖHV Rheno-Juvavia Salzburg im ÖCV.

## Politik
Kiefer arbeitete von 1984 bis 1995 als Leiter des Büros des Landeshauptmann-Stellvertreters und des Landeshauptmanns Hans Katschthaler. 1995 war er federführend an der Schaffung der ersten Europaregion mit österreichischer Mitwirkung, der EuRegio Salzburg – Berchtesgadener Land – Traunstein, beteiligt. Nach dem EU-Beitritt Österreichs 1995 war Kiefer bis 1996 als Koordinator der österreichischen Delegation im Ausschuss der Regionen tätig. Von 1996 bis 2010 leitete Kiefer die Europaabteilung des Landes Salzburg.
Von 2000 bis 2009 vertrat er die österreichischen Bundesländer auf Arbeitsebene in der Vorbereitung der Konferenzen der Vertreter der Regierungen der Mitgliedstaaten der Europäischen Union 2003/2004 (Regierungskonferenz zum Vertrag über eine Verfassung für Europa in Rom) und 2007 (Regierungskonferenz zum Vertrag von Lissabon). Von 2006 bis 2010 war er gemeinsamer Vertreter der österreichischen Bundesländer für die Umsetzung der innerstaatlichen Kontrolle von Subsidiarität und Verhältnismäßigkeit durch die Länder und bereitete die innerstaatliche Umsetzung der Subsidiaritäts- und Verhältnismäßigkeitsprüfung durch die Länder vor.
2003 bekleidete er die Funktion des Generalsekretärs der Konferenz der Präsidentinnen und Präsidenten europäischer Regionen mit Gesetzgebungsbefugnissen (REGLEG). Kiefer war langjähriges österreichisches Mitglied des Expertenausschusses für lokale und regionale Regierungsinstitutionen und Zusammenarbeit sowie des Lenkungsausschusses für lokale und regionale Demokratie des Europarats (CDLR). Auf kommunaler Ebene hat Kiefer die Schaffung eines Projekts zum Ausbau der Bürgerbeteiligung und zur Integration neuer Gemeindebürger initiiert.
Bei der Plenartagung des Kongresses der Gemeinden und Regionen des Europarates am 17. März 2010 setzte sich Kiefer bei der Wahl des Generalsekretärs im ersten Wahlgang mit 137 Stimmen gegen Kandidaten aus Italien und den Niederlanden durch. Die Amtszeit betrug fünf Jahre. Er wurde im März 2015 und im November 2020 wiedergewählt. Als Generalsekretär war Kiefer mit der Leitung des Sekretariats des Kongresses betraut. Seine Amtszeit endete mit Eintritt in den Ruhestand 2022.

## Wissenschaftliche Tätigkeiten
Kiefer hielt zahlreiche Fachvorträge und veröffentlichte Publikationen zu den Themen kommunale Selbstverwaltung, Bürgerbeteiligung, die Europäische Charta der kommunalen Selbstverwaltung, Föderalismus, Regionalismus, interregionale und grenzüberschreitende Zusammenarbeit und regionale Gebietskörperschaften mit Gesetzgebungsbefugnissen, das politische System Österreichs, den Ausschuss der Regionen sowie die lokale und regionale Dimension der Arbeit des Europarates.
Er ist Mitglied des Autoren-Netzwerks des Europäischen Zentrums für Föderalismus-Forschung an der Universität Tübingen und des Wissenschaftlichen Beirats des Instituts für vergleichende Föderalismusforschung der Europäischen Akademie Bozen (eurac research). Von 2004 bis 2016 wirkte er als Vorsitzender des Fachausschusses und Mitglied des Vorstands des Salzburger Bildungswerks, einem Verein der Erwachsenenbildung im Bundesland Salzburg.

## Privat
Kiefer ist mit Carmen Kiefer, PR-Beraterin und seit 1999 Vizebürgermeisterin der Marktgemeinde Kuchl, verheiratet. Die Familie hat drei Kinder. Der Sohn Severin Kiefer ist österreichischer Juniorenstaatsmeister im Einzeleiskunstlauf, mehrmaliger Staatsmeister im Paarlauf und gemeinsam mit Miriam Ziegler Olympiateilnehmer 2014, 2018 und 2022.

## Auszeichnungen
- 2023: Ehrenzeichen des Landes Salzburg[7]
- 2024: Großer Tiroler Adler-Orden[8]

## Publikationen
- Cankoçak Sedef, Kiefer Andreas: “Frauen in der lokalen und regionalen Politik: 28,9 Prozent in Räten, aber nur 15,4 Prozent Bürgermeisterinnen – ein europaweiter Vergleich”. In: Europäisches Zentrum für Föderalismus-Forschung Tübingen (EZFF) (Hg.): Jahrbuch des Föderalismus 2020, Föderalismus, Subsidiarität und Regionen in Europa. Baden-Baden: Nomos Verlagsgesellschaft, 2020, S. 417–430.
- Kiefer, Andreas: „Europe is facing both integration and fragmentation“. In: Shelest, Hanna and Kapitonenko, Mykola (Hg.): Europe of Regions, Kyiv 2019. Ukraine Analytica, issue 2 (16), 2019. Seiten 3 – 9. Englisch.   http://library.fes.de/pdf-files/bueros/ukraine/12961/2019-16.pdf
- Kiefer, Andreas: „Die europäische Dimension der Landtagsarbeit: von klassischer Aussenpolitik zu europäischer Innenpolitik.“ In: Kriechbaumer, Robert and Voithofer, Richard (Hg.): Politik im Wandel. Der Salzburger Landtag im Chiemseehof 1868-2018, Wien 2018. Schriftenreihe des Forschungsinstitutes für politisch-historische Studien der Dr.-Wilfried-Haslauer-Bibliothek, Band 65. S. 919–942.
- Kiefer, Andreas: „1988 - 2018: 30 Jahre Europäische Charta der kommunalen Selbstverwaltung – eine Zwischenbilanz ihrer Kernbestimmungen.“ In: Europäisches Zentrum für Föderalismus-Forschung (Hg.): Jahrbuch des Föderalismus 2018. Föderalismus, Subsidiarität und Regionen in Europa. Baden-Baden: Nomos Verlagsgesellschaft, 2018, S. 387–404.
- Kiefer, Andreas: “Local authorities: the knots in the net of democratic societies – the contribution of the Congress of Local and Regional Authorities.” In: Frédéric VALLIER (Hg.): “Europe 2030: Local leaders speak out”. Paris, Editions Autrement, 2018, pages 207 – 211. Englisch.
- Kiefer, Andreas and Lisney, Tim: “Co-operation between Local Authorities in Europe as a Force for Strengthening Local Democracy Regions”. In: Sadioglu, Udur and Dede, Kadir (Hg.): Theoretical Foundations and Discussions on the Reformation Process in Local Governments. IGI Global; Juni 2016, S. 85 - 109. Englisch.
- Kiefer, Andreas: „Gemeinden und Regionen im Europarat: Einsatz für lokale und regionale Demokratie seit 1957“. In: Ebert, Kurt (Hg.): Festschrift für Herwig van Staa. Innsbruck, Oktober 2014, S. 119–149.
- Kiefer, Andreas: “Die Monitoring-Aktivitäten des Kongresses der Gemeinden und Regionen des Europarates”. In: Alber, Elisabeth und Zwilling, Carolin (Hg.), Gemeinden im Europäischen Mehrebenensystem: Herausforderungen im 21. Jahrhundert, Schriftenreihe der Europäischen Akademie Bozen, Bereich “Minderheiten und Autonomien”, Reihenherausgeber: Joseph Marko und Francesco Palermo, Nomos, Baden-Baden, 2014, S. 217–235.
- Kiefer, Andreas: "What is left for Strasbourg?”. In: Pichler, Johannes and Balthasar, Alexander (Hg.) The Report on the Future of Europe – Striking the Balance between „Unity“ and „Diversity“?. Proceedings of the Conference on European Democracy 2013. Publications of Legal Policy. Publications of the Austrian Institute for European Law and Policy, Volume 36. Wien, Graz 2014, S. 85–92. Englisch.
- Kiefer, Andreas: „Depuis 25 ans, la Charte de l’autonomie, base juridique de la démocratie locale européenne“ and "25 Jahre Europäische Charta der kommunalen Selbstverwaltung, Rechtsgrundlage der europäischen lokalen Demokratie” In: Schweizer Vereinigung für den Rat der Gemeinden und Regionen Europas (SVRGRE) / Association Suisse pour le Conseil des Communes et Régions d’Europe (ASCCRE) (Hg.): Die lokale Selbstverwaltung / L’autonomie locale en questions. Lausanne; 2013; S. 9–13. Broschüren in deutscher und französischer Fassung.
- Kiefer, Andreas: “Gestaltungswille und persönliches Engagement - Hans Katschthaler als überzeugter Vertreter eines Europas der Regionen”. In: Neureiter, Michael und Dr. Hans Lechner Forschungsgesellschaft (Hg.): Hans Katschthaler - für Bildung, Kultur und Natur. Salzburg, März 2013; S. 60–75.
- Kiefer, Andreas: "Bürgerbeteiligung aus europäischem Blickwinkel”. In: Alcatel-Lucent Stiftung für Kommunikationsforschung (Hg.): One Stop Europe - Angewandte Bürgerbeteiligung. Dokumentation der Internationalen Hochschulkonferenz, 18. und 19. April 2013, Ludwigsburg. Stiftungsreihe 103. Stuttgart; 2013; S. 27–36.
- Kiefer, Andreas: „Der Kongress der Gemeinden und Regionen: Grundlegende Reform und neue Dynamik für Monitoring“ In: Europäisches Zentrum für Föderalismus-Forschung (Hg.): Jahrbuch des Föderalismus 2012. Föderalismus, Subsidiarität und Regionen in Europa. Baden-Baden: Nomos Verlagsgesellschaft, 2012, S. 455–474.
- Kiefer, Andreas: “Mehr Länderzusammenarbeit durch die Subsidiaritätskontrolle: das arbeitsteilige Modell im Rahmen bestehender Kooperations- und Beteiligungsstrukturen”. In: Rosner, Andreas und Bußjäger, Peter (Hg.) Im Dienste der Länder – im Interesse des Gesamtstaates: Festschrift 60 Jahre Verbindungsstelle der Bundesländer. Wien; 2011; S. 413–432.
- Kiefer, Andreas: “European and external relations of the Austrian Länder with a specific reference to Land Salzburg”. In: Amaral, Carlos E. Pacheco (Hg.). Regional Autonomy and International Relations. New Dimensions of Multilateral Governance. Paris; 2011; S. 155 – 193. Englisch.
- Kiefer, Andreas: “European Grouping of Territorial Cooperation (EGTC) and Euroregional Cooperation Grouping (ECG). Two legal instruments for cross-border cooperation”. In: Birte Wassenberg, Joachim Beck (Hg.) Living and Researching. Cross-Border Cooperation (Volume 3): The European dimension. Stuttgart; 2011; S. 99 – 122. Englisch mit Zusammenfassungen auf Französisch und Deutsch.
- Kiefer, Andreas: "Preparazione al controllo di sussidiarietà previsto nel Trattato do Lisbona: il modello di ripartizione delle competenze dei Länder austriaci”. In: EURAC research and Institut für Föderalismus (eds.) EURAC book 59. Il Trattato di Lisbona e le Regioni: il controllo di sussidiarietà. Bolzano, Innsbruck, Trento; 2010; pages 143-160. Italienisch mit einer Zusammenfassung in Deutsch.
- Kiefer, Andreas: „Der Beginn einer besonderen Freundschaft“. In: Dr. Hans Lechner-Forschungsgesellschaft (ed.) Salzburg. Geschichte & Politik. Begegnungen mit Josef Klaus. 20. Jahrgang, Heft 3/4, November 2010. Salzburg; 2010; pages 174-179.  http://www.lechner-forschungsgesellschaft.at/zeitschrift/DieZeitschrift20-3-4.pdf
- Kiefer, Andreas: "The regional dimension of the Council of Europe”. In: Council of Europe Publishing and Renate Kicker (eds.). The Council of Europe – Pioneer and guarantor for human rights and democracy. Strasbourg; April 2010; pages 117-124. Englisch.
- Kiefer, Andreas: “Common interests of middle-sized EU member states – the composition of the Committee of the Regions”. In: Franck, Christian (Hg.) Nine among 27: European Policy of medium-size EU Member States / Neun aus 27: Europäische Politik der mittelgroßen EU-Mitgliedsstaaten. Favorita Papers der Diplomatischen Akademie Wien Nr. 02/2008, S. 136-142. Englisch.
- Kiefer, Andreas and Schausberger, Franz: "Republic of Austria". In: Steytler, Nico (Hg.), Local Government and Metropolitan Regions in Federal Countries, Volume VI of the series A Global Dialogue on Federalism of the Forum of Federations. Montreal & Kingston, London, Ithaka, 2009; S. 37 - 74. Englisch.  http://www.forumfed.org/libdocs/Global_Dialogue/Book_6/GDV6_chap_2.pdf
- Kiefer, Andreas: "Republic of Austria". In: Michelmann, Hans (Hg.) Foreign Relations in Federal Countries, Volume V of the series A Global Dialogue on Federalism of the Forum of Federations. Montreal & Kingston, London, Ithaka, 2009, S. 66–90. Englisch.   http://www.forumfed.org/libdocs/Global_Dialogue/Book_5/GDV5_chap_3.pdf
- Kiefer, Andreas: "Salzburg – Aktives Mitgestalten in Europa. 2007: Zwischenbilanz nach 13 Jahren EU-Mitgliedschaft". In: Dr. Hans Lechner-Forschungsgesellschaft (Hg.) Salzburg. Geschichte & Politik. 17. Jahrgang, Heft 3/4, Juli–Dezember 2007. Salzburg; Dezember 2007; S. 145–279.
- Kiefer, Andreas: "Aktivitäten der Länder in europäischen Institutionen, Verbänden und Netzwerken", In: Hammer, Stefan / Bussjäger, Peter (Hg.): Außenbeziehungen im Bundesstaat, Schriftenreihe des Instituts für Föderalismus, Band 105. Wien, 2007, S. 69–85.
- Kiefer, Andreas: "Regions and foreign/external relations within the framework of the member states of the Council of Europe – experiences from Austria and with an aspect of the relations to regions and institutions from EU countries." In: Council of Europe, Ministry of Foreign Affairs of the Russian Federation and Economy, Policy and Law research Centre (Hg.): International and external economic links of the subjects of the Russian Federation. Closing the Council of Europe project during 1994-2006. Moskau, 2007, S. 34–54 auf Russisch und S. 102-129 auf Englisch.
- Kiefer, Andreas: "The Contribution of the Regions with Legislative Competences to the European Constitutional Process." In: Institute of the Regions of Europe (IRE) (Hg.): Occasional Papers 2/2007. The EU-Constitutional Treaty and the Regions of Europe. Salzburg, edition pm, 2007, S. 165-206. Englisch und Deutsch.
- Kiefer, Andreas: "Von der Philosophie zur praktischen Anwendung: Das Subsidiaritätskontroll-Netzwerk des Ausschusses der Regionen". In: Gamper, Anna / Bussjäger, Peter (Hg.): Subsidiarität anwenden: Regionen, Staaten, Europäische Union. La sussidiarietà applicata: Regioni, Stati, Unione Europea. Schriftenreihe des Instituts für Föderalismus, Band 98. Wien, 2006, S. 156–176.
- Kiefer, Andreas: "Reform of Federalism in Austria". In: Council of Europe (Hg.): The constitutional status of the regions in the Russian Federation and in other European Countries. The role of regional legislative bodies in strengthening "unity in diversity". Proceedings of a conference of the Congress of Local and Regional Authorities of Europe (CLRAE) in Kazan, Tatarstan, on 11-12 July 2003. Studies and Texts No. 89. Strasbourg 2003, S. 93–106 auf Englisch und S. 101-116 auf Französisch.
- Kiefer, Andreas: "Gesetzgebende Regionalparlamente und ihr europäischer Verband: die CALRE". In: Europäisches Zentrum für Föderalismus-Forschung (Hg.): Jahrbuch des Föderalismus 2006. Föderalismus, Subsidiarität und Regionen in Europa. Baden-Baden: Nomos Verlagsgesellschaft, 2006, S. 606–629.
- Kiefer, Andreas: "Der Verfassungsvertrag für Europa und die Vorbereitung auf seine Anwendung: Initiativen von REG LEG im Jahr 2004". In: Europäisches Zentrum für Föderalismus-Forschung (Hg.): Jahrbuch des Föderalismus 2005. Föderalismus, Subsidiarität und Regionen in Europa. Baden-Baden: Nomos Verlagsgesellschaft, 2005, S. 607–619.
- Kiefer, Andreas: "Informelle effektive interregionale Regierungszusammenarbeit: REG LEG—die Konferenz der Präsidenten von Regionen mit Gesetzgebungsbefugnissen und ihre Beiträge zur europäischen Verfassungsdiskussion 2000 bis 2003". In: Europäisches Zentrum für Föderalismus-Forschung (Hg.), Jahrbuch des Föderalismus 2004—Föderalismus, Subsidiarität und Regionen in Europa. Baden-Baden: Nomos Verlagsgesellschaft, 2004, S. 398–412.
- Kiefer, Andreas: "Die österreichischen Länder und die europäische Integration / Los estados federales austríacos y la integración europea". In: Eusko Ikaskuntza (Hg.) Azpilcueta. Cuadernos de derecho, nº 16. Donostia, 2001, S. 247-297 auf Spanisch und S. 298-347 auf Deutsch.
- Kiefer, Andreas: "Aspekte der Europapolitik Österreichs". In: Haedrich, Martina / Schmitt, Karl (Hg.) Schillerhausgespräche 1999; Schriftenreihe des Hellmuth-Loening-Zentrums für Staatswissenschaften Jena, Band 10. Berlin, 2000, S. 135–170.

## Belege
1. 1 2 3  Andreas Kiefer (Memento vom 15. Januar 2014 im Internet Archive), März 2010
2. ↑  Kongress-Plenum; Wahl von Andreas Kiefer 2010. Abgerufen am 24. März 2015.
3. ↑  Andreas Kiefer. Kandidatenfalter 2015. 16. Januar 2014, archiviert vom Original am 16. Januar 2014; abgerufen am 4. Januar 2021.
4. ↑  Andreas Kiefer re-elected Secretary General of the Council of Europe Congress. Abgerufen am 5. Januar 2021 (britisches Englisch).
5. ↑  Election of two Vice-Presidents of the Chamber of Local Authorities and the Secretary General. Abgerufen am 5. Januar 2021 (britisches Englisch).
6. ↑  Verabschiedung von Generalsekretär Andreas Kiefer. Abgerufen am 14. September 2023.
7. ↑  Ehrenzeichen des Landes für Andreas Kiefer., Land Salzburg, abgerufen am 5. Juni 2024.
8. ↑  Tiroler Adler-Orden für 17 verdiente Persönlichkeiten. In: tirol.gv.at. 8. Mai 2024, abgerufen am 9. Mai 2024.

| Personendaten    | Personendaten                                                                                       |
| ---------------- | --------------------------------------------------------------------------------------------------- |
| NAME             | Kiefer, Andreas                                                                                     |
| KURZBESCHREIBUNG | österreichischer Politiker, Generalsekretär des Kongress der Gemeinden und Regionen des Europarates |
| GEBURTSDATUM     | 6. Oktober 1957                                                                                     |
| GEBURTSORT       | Salzburg                                                                                            |